# Kanal (solsystemet)

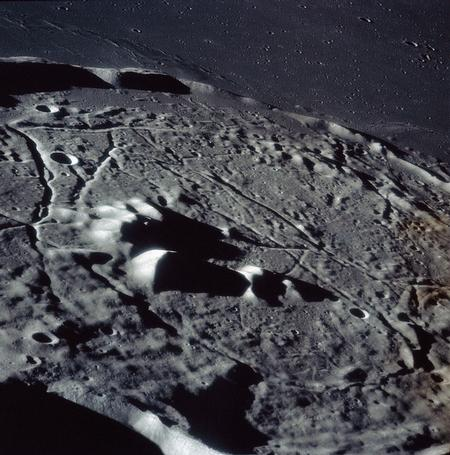
Kanaler på kratergolvet i kratern Gassendi, från Apollo 16.

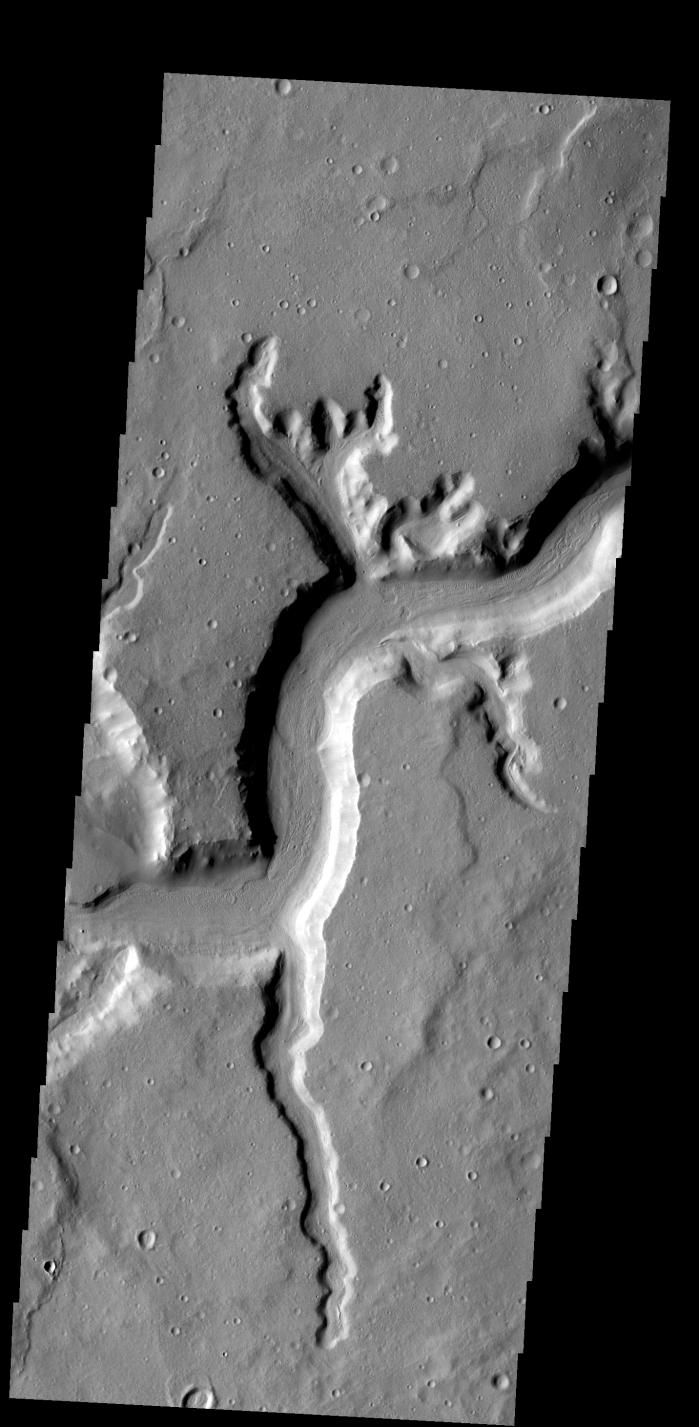
Mamers Valles-kanalen på Mars.

Kanaler (latin: rima)  är en typ av sänkor i månens yta, som liknar kanaler på jordytan. De är ofta flera kilometer breda och hundratals kilometer långa. Det finns även liknande formationer på andra objekt i solsystemet, bland annat på Mars, Venus, och ett antal andra månar. Alla har en strukturell likhet med varandra.

## Strukturer

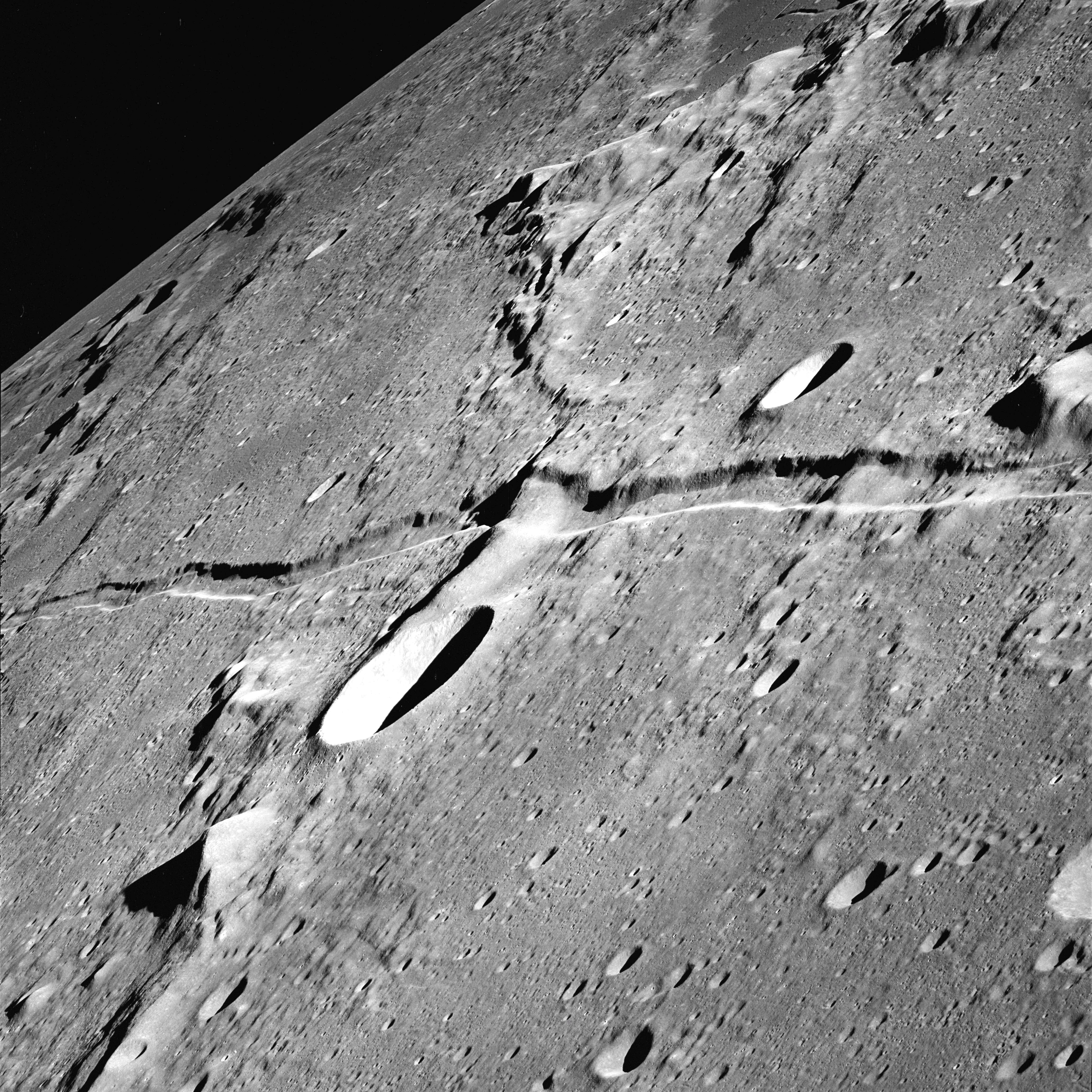
Rima Ariadaeus är kategoriserad som en rak kanal och är över 300 km lång.

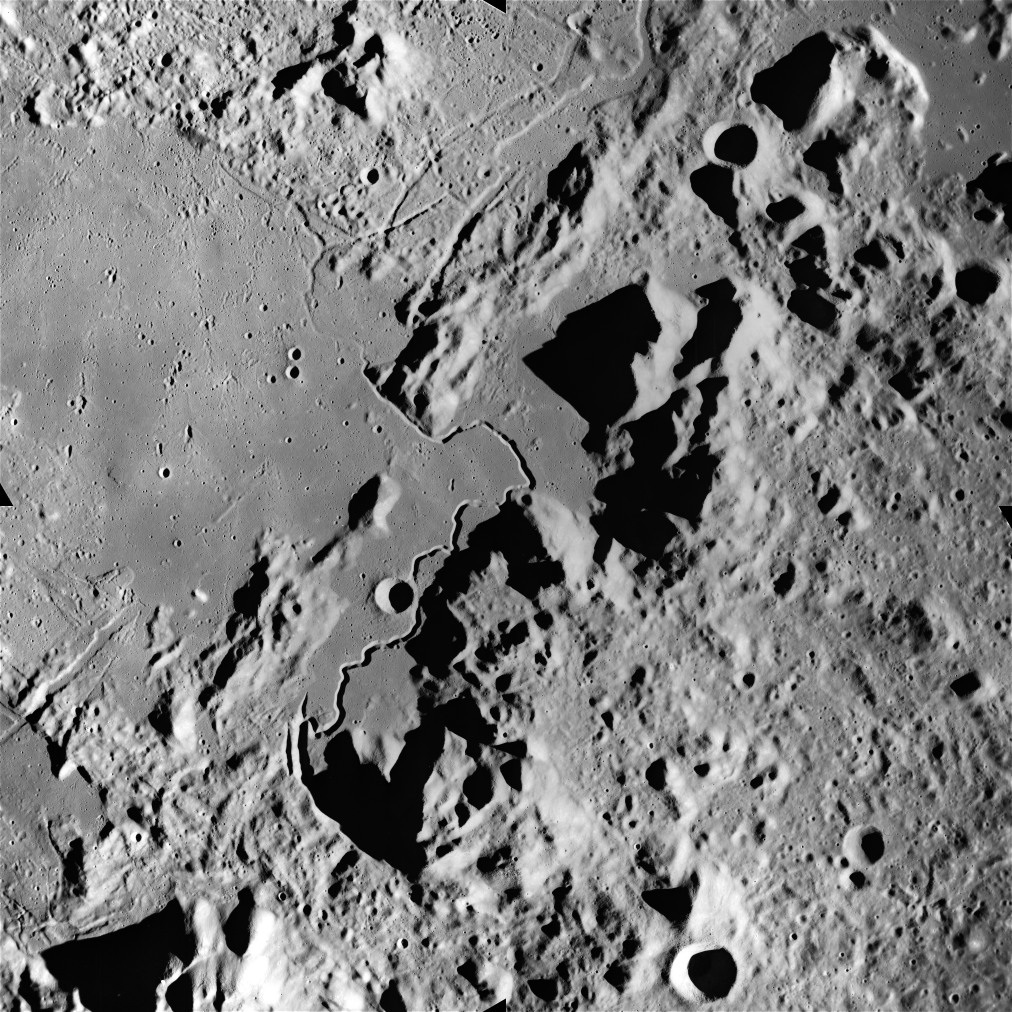
Hadley Rille i mitten är en slingrande kanal som besökts av Apollo 15-uppdraget.

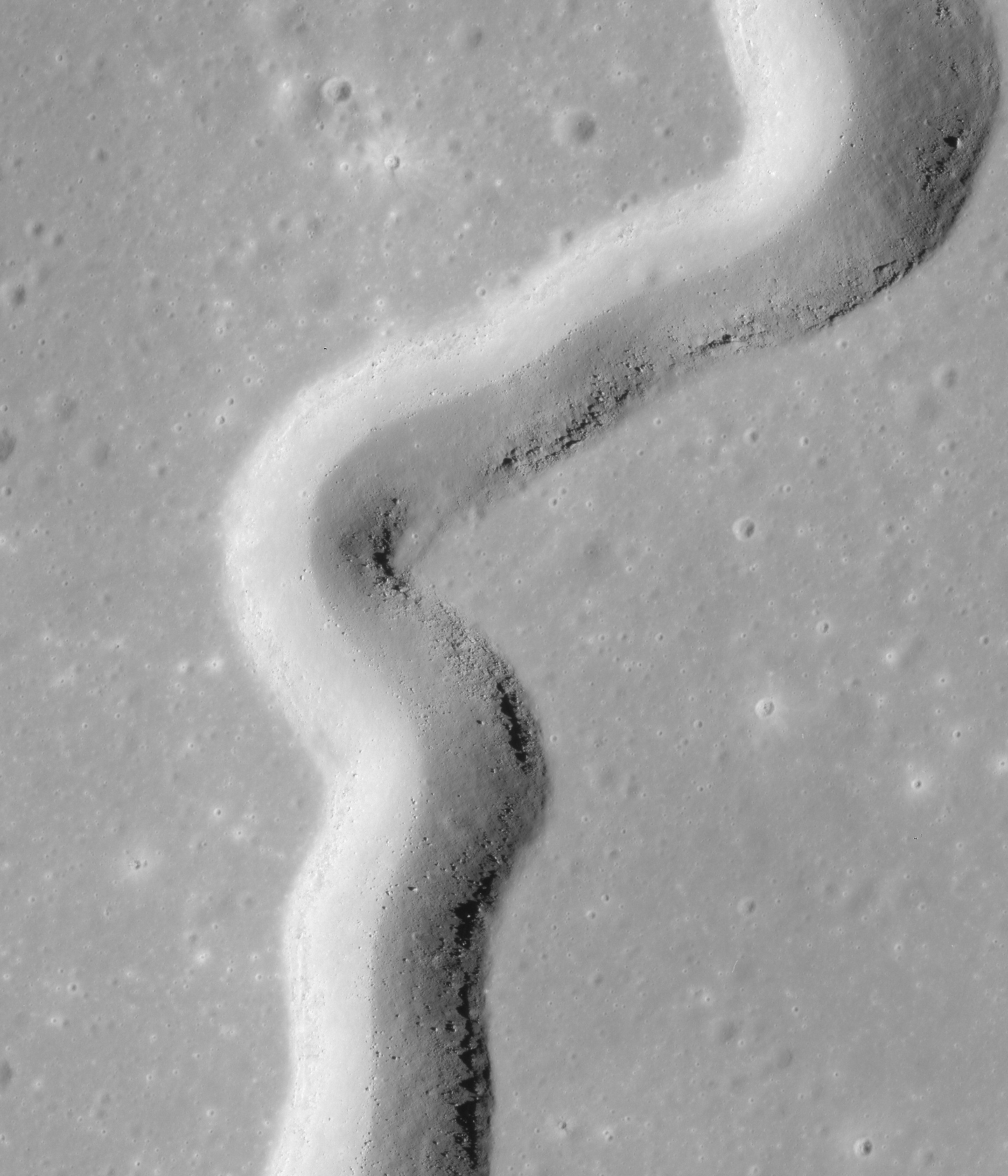
Detaljbild av en del av Hadley Rille

Tre typer av kanaler finns på månens yta:
- Slingrande kanaler slingrar sig i en krökt bana som en mogen flod, och anses vanligtvis vara resterna av kollapsade lavarör eller utdöda lavaflöden. De börjar vanligtvis vid en utdöd vulkan, slingrar sig sedan och delar sig ibland när de följs över ytan. År 2013 hade 195 slingrande kanaler identifierats på månen. [3] Vallis Schröteri i Oceanus Procellarum är den största slingrande kanalen, och Rima Hadley är den enda som besökts av människor under Apollo 15-uppdraget. Ett annat framträdande exempel är Rima Herigonius.
- Bågformade kanaler har en jämn kurva och finns på kanterna av den mörka månhaven. De tros ha bildats när lavaströmmarna som skapade ett hav svalnade, drog ihop sig och sjönk. Dessa finns över hela månen, exempel kan ses nära den sydvästra gränsen till Mare Tranquillitatis och på den sydöstra gränsen till Mare Humorum. Rima Sulpicius Gallus är ett tydligt exempel i sydvästra Mare Serenitatis.
- Raka kanaler följer långa, linjära banor och tros vara gravsänkor, delar av jordskorpan som har sjunkit mellan två parallella förkastningar. Dessa kan lätt identifieras när de passerar genom kratrar eller bergskedjor. Vallis Alpes är den i särklass största kanalen av denna typ, faktiskt anses den vara för stor för att kallas en kanal och är i sig själv delad av en linjär kanal. Rima Ariadaeus väster om Mare Tranquillitatis, är ett tydligare exempel.

Kanaler som visar mer än en struktur kallas hybridkanaler. Rima Hyginus i Sinus Medii är ett exempel, ursprungligen bildad genom en förkastning och därefter utsatt för vulkanisk aktivitet.

## Bildning
Exakta bildningsmekanismer för kanaler har ännu (2023) inte fastställts. Det är troligt att de olika typerna bildas genom olika processer. Gemensamma drag som delas av månens kanaler och liknande strukturer på andra himlakroppar tyder på att gemensamma orsaksmekanismer fungerar brett i solsystemet. Ledande teorier talar om lavakanaler, kollapsade lavarör, ytliga vallinträngningar, nuée ardente (pyroklastiska moln), sättningar av lavatäckta bassänger och kratergolv och tektonisk förlängning. Undersökning på plats torde vara nödvändig för att klargöra exakta förlopp.

### Slingrande kanaler
Enligt NASA är ursprunget till månens slingrande kanaler fortfarande kontroversiellt.Hadley Rille är en 1,5 km bred och över 300 m djup slingrande kanal. Den tros vara en gigantisk ledning som förde lava från en eruptiv öppning långt söderut. Topografisk information som erhållits från Apollo 15-fotografierna stöder denna teori, men många pusselbitar om kanalen saknas.